# Mirti (Roms tunnelbana)
Mirti är en station på Roms tunnelbanas Linea C. Stationen är belägen vid Piazza dei Mirti i kvarteret Prenestino-Centocelle i sydöstra Rom och togs i bruk år 2015.
Stationen Mirti har:
- Biljettautomater

## Kollektivtrafik
- Spårvagnshållplats – Gerani, Roms spårväg, linje 5 och 19
- Busshållplats för ATAC

## Omgivningar
- San Bernardo di Chiaravalle
- San Felice da Cantalice
- San Francesco di Sales
- Parco Maria Teresa di Calcutta
- Piazza dei Gerani